# Dunărea Galați în sezonul 2007-2008
Sezonul 2007-2008  este al patrulea sezon în liga a II-a, după ce echipa s-a reîntors din liga a III-a. Antrenor este Adrian Hârlab, acesta nu reușește să facă din păcate prea multe la echipă, echipa totuși evită retrogradarea și rămâne tot în liga a II-a mai departe.

## Echipă
| Nr. |         | Poziție | Jucător             |
| --- | ------- | ------- | ------------------- |
| -   | România | P       | Marian Drăgoi       |
| -   | Serbia  | P       | Vladimir Radujkovic |
| -   | România | P       | Iulian Budur        |
| -   | România | P       | Nicușor Măstăcan    |
| -   | România | F       | Marian Marin        |
| -   | România | F       | Stelian Cucu        |
| -   | România | F       | Ionuț Bozean        |
| -   | România | F       | Cristian Ilie       |
| -   | România | F       | Daniel Popescu      |
| -   | România | F       | Claudiu Velescu     |
| -   | România | F       | Marian Șandru       |
| -   | România | F       | Emil Cristian       |
| -   | România | F       | Eugeniu Savin       |
| -   | România | F       | Ion Voicu           |
| -   | România | F       | Cristian Crăciun    |
| -   | România | F       | Ciprian Ionașcu     |
| -   | România | F       | George Zaharia      |
| -   | România | F       | Daniel Eftimie      |
| -   | România | F       | Răzvan Ionilă       |
| -   | România | F       | Mihai Oprea         |
| -   | România | F       | Mihai Ivanov        |
| -   | România | M       | Dan Apostol         |
| -   | România | M       | Iulian Bogoș        |
| -   | România | M       | Mihalache Bejan     |
| -   | România | M       | Daniel Pleșa        |
| -   | România | M       | Alexandru Bourceanu |
| -   | România | M       | Daniel Bârlădeanu   |
| -   | România | M       | Valentin Munteanu   |
| -   | România | M       | Claudiu Stan        |
| -   | România | M       | Octavian Drăgan     |
| -   | România | M       | Florin Măjer        |
| -   | Suedia  | M       | Alen Hardaga        |
| -   | România | M       | Ionuț Chiriac       |
| -   | România | M       | Florin Dascălu      |
| -   | România | A       | Alin Lungu          |
| -   | România | A       | Andrei Avanu        |
| -   | România | A       | Andrei Antohi       |
| -   | România | A       | Romeo Buteseacă     |
| -   | România | A       | Dănuț Oprea         |
| -   | România | A       | George Vlasiu       |
| -   | România | A       | Marius Neculai      |

## Transferuri

### Sosiri
| Post | Jucător             | De la echipa  | Suma de transfer  | Dată |  | ---- |
| ---- | ------------------- | ------------- | ----------------- | ---- |  | ---- |
| P    | Vladimir Radujkovic | FK Indjija    | liber de contract | -    |  |      |
| F    | Cristian Crăciun    | Oțelul Galați | liber de contract | -    |  |      |

### Plecări
| Post | Jucător            | De la echipa | Suma de transfer  | Dată |  | ---- |
| ---- | ------------------ | ------------ | ----------------- | ---- |  | ---- |
| P    | Cristian Stoicescu | Gloria Buzău | liber de contract | -    |  |      |
| M    | Marian Nejneru     | Gloria Buzău | liber de contract | -    |  |      |
| M    | Daniel Pleșa       | CF Brăila    | liber de contract | -    |  |      |

Clasamentul după 34 de etape se prezintă astfel:

## Seria II

### Rezultate
| Victorii | Egaluri | Înfrângeri | Cea mai mare victorie | Cea mai mare înfrangere |

### Sezon intern
| 1  | Dunărea Galați               | FC Botoșani                  |  | 0-2 |
| 2  | FC Petrolul Ploiești         | Dunărea Galați               |  | 2-1 |
| 3  | Dunărea Galați               | Sportul Studențesc București |  | 0-2 |
| 4  | SC Dinamo II București       | Dunărea Galați               |  | 2-2 |
| 5  | Dunărea Galați               | CS Otopeni                   |  | 4-2 |
| 6  | FC Brașov                    | Dunărea Galați               |  | 6-0 |
| 7  | CS Concordia Chiajna         | Dunărea Galați               |  | 1-0 |
| 8  | Dunărea Galați               | CSM Focșani                  |  | 2-2 |
| 9  | FC Delta Tulcea              | Dunărea Galați               |  | 3-0 |
| 10 | Dunărea Galați               | CS Forex Brașov              |  | 1-0 |
| 11 | FC Dunărea Giurgiu           | Dunărea Galați               |  | 2-0 |
| 12 | Dunărea Galați               | CS Intergaz București        |  | 1-0 |
| 13 | FC Progresul București       | Dunărea Galați               |  | 1-0 |
| 14 | Dunărea Galați               | FC Săcele                    |  | 4-0 |
| 15 | FCM Bacău                    | Dunărea Galați               |  | 0-0 |
| 16 | Dunărea Galați               | FC Prefabricate 05 Modelu    |  | 0-2 |
| 17 | FCM Câmpina                  | Dunărea Galați               |  | 4-0 |
| 18 | FC Botoșani                  | Dunărea Galați               |  | 3-0 |
| 19 | Dunărea Galați               | FC Petrolul Ploiești         |  | 1-4 |
| 20 | Sportul Studențesc București | Dunărea Galați               |  | 1-1 |
| 21 | Dunărea Galați               | SC Dinamo II București       |  | 0-1 |
| 22 | CS Otopeni                   | Dunărea Galați               |  | 7-0 |
| 23 | Dunărea Galați               | FC Brașov                    |  | 1-4 |
| 24 | Dunărea Galați               | CS Concordia Chiajna         |  | 0-1 |
| 25 | CSM Focșani                  | Dunărea Galați               |  | 1-0 |
| 26 | Dunărea Galați               | FC Delta Tulcea              |  | 2-0 |
| 27 | CS Forex Brașov              | Dunărea Galați               |  | 4-0 |
| 28 | Dunărea Galați               | FC Dunărea Giurgiu           |  | 1-0 |
| 29 | CS Intergaz București        | Dunărea Galați               |  | 4-0 |
| 30 | Dunărea Galați               | FC Progresul București       |  | 1-1 |
| 31 | FC Săcele                    | Dunărea Galați               |  | 0-0 |
| 32 | Dunărea Galați               | FCM Bacău                    |  | 1-1 |
| 33 | FC Prefabricate 05 Modelu    | Dunărea Galați               |  | 2-1 |
| 34 | Dunărea Galați               | FCM Câmpina                  |  | 2-1 |